# Протрептика
Протрептика (греч. protrepe - побуждать, принуждать, склонять; protreро - "вести вперед коня под уздцы") - метод психотерапии основанный на активном внушении путем интенсивного перевоспитания и насильственных упражнений. Психотерапия осуществляется переключением с детских, невротических реакций на осмысленные, волевые и целенаправленные посредством резких команд, твердых решительных действий включающих сенсорные, вербальные и даже болевые неприятные раздражители.
Термин ввел Э. Кречмер в 1949 году.

## Применение метода
В 1916 году в Европе появляются новые методы лечения истерических параличей и других невротических симптомов с чувствительно-двигательными нарушениями (Vincent, Kaufmann, Kehrer). Эти методы включали в себя  («насильственные упражнения», т.е. выполнения активных движений под команду), метод «интенсивного перевоспитания» или метод «внезапного нападения врасплох» (сочетание внушения, насильственных упражнений и болевых раздражителей). Болезненный ток применялся в случае крайней необходимости ("подобно наезднику, прибегающему к шпорам").
Данные методы, основанные на сильных сенсорных, словесных раздражителях, обобщил Э. Кречмер (1949), назвав метод "протрептика". Приемы протрептики должны вызывать неприятие у пациента и сразу же купировать болезненный симптом.
Кречмер рассуждал, что в основе метода лежит примитивная реакция переключения организма по аналогии с дрессировкой животных (команда, резкий окрик или болевое воздействие), которая имеет лечебный эффект при моносимптомах конверсионной истерии. Данный эффект может объясняться возникающим эффектом «сильной волны возбуждения», идущей из подкорки (по И. П. Павлову) к «смыванию тормозных пунктов». Варианты активных, отточенных, волевых команд могут быть разные, например: "Давай!" (для пробуждения намерений), Раз, два, три!" сопровождая счет твердым, четким движением (при ступоре).
Метод может применяться как пример лечения истеро-невротических расстройств в классической клинической психотерапии путем телесного воздействия на душу.